# Can de Palleiro
Can de Palleiro ou Pastor-galego é uma raça de cão de pastoreio originária da Galícia. É um cão multifuncional, utilizado tanto para o pastoreio quanto para a guarda de rebanhos(especialmente de gado). Comumente conhecida como Can de Palleiro(literalmente "cão de palheiro") devido ao costume de dormir sobre o feno, a raça é muito apreciada entre os Galegos e bem reconhecida por seu nome na Galiza. No presente momento, esta raça de cão está em perigo de extinção, devido ao seu número limitado. Os indivíduos através de associações como "Clube do Can de Palleiro" estão lutando para preservar esta raça.

## Características
Este animal é de origem Indo-Europeia, é rústico com tronco forte, de tipo lupóide (Mégnin, P., 1897), de perfil esguio, com uma altura de cerca de 60-62 cm na cernelha; com proporções harmônicas e constituição forte, com ossos amplos, característicos de sua rusticidade. As fêmeas têm aspecto mais suave. Apesar de apresentar fortes ossos, seus movimentos são rápidos e têm boa musculatura.